# Premio Edward Lewis Wallant
En 1962, se creó el premio Edward Lewis Wallant en la Universidad de Hartford, Connecticut, Estados Unidos, por Fran e Irving Waltman. Se entrega anualmente a un escritor cuya ficción se considera que tiene un significado importante para los judíos estadounidenses. El premio lleva el nombre del escritor judío estadounidense Edward Lewis Wallant, fallecido prematuramente en 1962, a los 36 años de edad.

## Premiados
- 1963 - Norman Fruchter, Coat Upon a Stick
- 1964 - Seymour Epstein, Leah
- 1965 - Hugh Nissenson, A Pile of Stones
- 1966 - Gene Hurwitz, Home Is Where You Start From
- 1967 - Chaim Potok, The Chosen
- 1968 - desierto
- 1969 - Leo Litwak, Waiting for the News
- 1970 - desierto
- 1971 - Cynthia Ozick, The Pagan Rabbi
- 1972 - Robert Kotlowitz,  Somewhere Else
- 1973 - Arthur A. Cohen, In the Days of Simon Stern
- 1974 - Susan Fromberg Schaeffer, Anya
- 1975 - Anne Bernays, Growing Up Rich
- 1976 - desierto
- 1977 - Curt Leviant, The Yemenite Girl
- 1978 - desierto
- 1979 - desierto
- 1980 - Johanna Kaplan, O My America!
- 1981 - Allen Hoffman, Kagan's Superfecta
- 1982 - desierto
- 1983 - Francine Prose, Hungry Hearts
- 1984 - desierto
- 1985 - Jay Neugeboren, Before My Life Began
- 1986 - Daphne Merkin, Enchantment
- 1987 - Steve Stern, Lazar Malkin Enters Heaven
- 1988 - Tova Reich, Master of the Return
- 1989 - Jerome Badanes, The Final Opus of Leon Solomon
- 1990 - desierto
- 1991 - desierto
- 1992 - Melvin Jules Bukiet, Stories of an Imaginary Childhood
- 1993 - Gerald Shapiro, From Hunger
- 1994 - desierto
- 1995 - Rebecca Goldstein, Mazel
- 1996 - Thane Rosenbaum, Elijah Visible
- 1997 - Harvey Grossinger, The Quarry
- 1998 - desierto
- 1999 - Allegra Goodman, Kaaterskill Falls
- 2000 - Judy Budnitz, If I Told You Once
- 2001 - Myla Goldberg, Bee Season
- 2002 - Dara Horn, In the Image
- 2003 - Joan Leegant, An Hour in Paradise
- 2004 - Jonathan Rosen, Joy Comes in the Morning
- 2005 - Nicole Krauss, The History of Love
- 2006 - desierto
- 2007 - Ehud Havazelet, Bearing the Body
- 2008 - Eileen Pollack, In the Mouth
- 2009 - Sara Houghteling, Pictures at an Exhibition
- 2010 - Julie Orringer, The Invisible Bridge
- 2011 - Edith Pearlman, Binocular Vision
- 2012 - Joshua Henkin, The World Without You
- 2013 - Kenneth Bonert, The Lion Seeker
- 2014 - David Bezmozgis, The Betrayers